# 布哈拉人民苏维埃共和国
布哈拉人民苏维埃共和国，是一個短暫的蘇維埃政權，1920年9月，当地人民和苏俄红军推翻曼吉特埃米爾統治的布哈拉酋長國，建立布哈拉人民苏维埃共和国。1924年，其名稱改為布哈拉社會主義蘇維埃共和國（俄语：Бухарская Социалистическая Советская Республика），在1925年的邊界重劃中，其大部分的土地被併入烏茲別克蘇維埃社會主義共和國，少數則被併入土庫曼蘇維埃社會主義共和國。